# 村田英次郎
村田 英次郎（むらた えいじろう、1956年11月30日 - ）は、日本の元プロボクサー。京都府生まれ、滋賀県大津市育ち。現役時代は下北沢の「金子ボクシングジム」に所属し、OPBF東洋太平洋バンタム級王座を獲得した。現在はエディタウンゼントジムの会長。身長166cm。
かつてジャニーズ事務所に所属し、バンドマンとして活躍した村田勝美は兄。

## 経歴
1972年、15歳で金子ジムに入門。アマチュア選手として1976年のモントリオールオリンピックを目指すが、選考会を兼ねた全日本選手権バンタム級決勝で石垣仁に判定負けし、代表入りは叶わなかった。（石垣とは、アマチュア時代3戦していずれも判定負け）アマチュアでの戦績は78勝（43KO,RSC）10敗。
その直後の1976年7月2日に19歳でプロデビューし、1回57秒でKO勝ち、3戦目に早くも世界挑戦の経験もある日本王者、沼田剛（新日本木村）とノンタイトルで対戦し8回TKO勝ちするなど1引き分けを挟んで11連勝（8KO）を記録、その余勢を駆って、1978年12月14日、東洋太平洋バンタム級王者、金濚植（韓国）に挑戦し、12回判定勝ちで王座を奪取した。その後は、得意の右クロス、右アッパーのカウンター攻撃を武器に東洋太平洋王座の防衛を重ね、強打のWBC世界王者、ルペ・ピントール（メキシコ）と名ボクサーのWBA世界王者ジェフ・チャンドラー（米国）に挑戦し、いずれも引き分けという互角の勝負を演じたが王座奪取を果たせなかった。
その後、WBA並びにWBCの両方同時に1位にランクされるなど世界王座に近い男と言われ、通算四度目の世界王座挑戦となったチャンドラー戦で10回KO負けし、その試合を最後に東洋太平洋王者のまま引退。引退後は、エディ・タウンゼントジム会長として東洋太平洋フライ級王者小松則幸らの指導をした。

## 戦績
1976年7月2日、プロデビュー。後の日本フライ級王者佐藤勝宏に1RKO勝ち。
1978年12月14日、東洋太平洋バンタム級王座に挑戦。王者、金濚植（韓国）を12回判定で降し王座獲得。以後12度防衛。
1980年6月11日、WBC世界バンタム級王座に挑戦。王者、ルペ・ピントール（メキシコ）と15回引き分け、世界初挑戦での王座奪取に失敗。
1980年10月27日、東洋王座5度目の防衛戦。ロナルド・スマリス（フィリピン）に12回判定勝ち。
1981年4月5日、WBA世界バンタム級王座に挑戦。王者、ジェフ・チャンドラー（アメリカ）と15回引き分け、2度目の世界挑戦も失敗。
1981年12月11日、WBA世界王座に再挑戦。王者、チャンドラーに13回TKO負けを喫し、3度目の世界挑戦も失敗。
1982年10月18日、東洋王座10度目の防衛戦。呉龍煥（韓国）に4回KO勝ち。
1983年6月14日、東洋王座12度目の防衛戦。朴鍾喆（韓国）に5回KO勝ち。
1983年9月11日、WBA世界王座に3度目の挑戦。王者、チャンドラーに10回KO負け。4度目の世界挑戦も失敗に終わり、引退を表明。1984年3月のガッツファイティングにおいて、引退セレモニー。

## 獲得タイトル
- 第19代OPBF東洋太平洋バンタム級王座（12度防衛）